# ارزش دفتری
در حسابداری، ارزش دفتری (به انگلیسی: Book value) از تقسیم حقوق صاحبان سهام در ترازنامه بر تعداد سهام به دست می‌آید و بر اساس آن در صورت انحلال شرکت و پس از پرداخت تمام بدهی‌های شرکت به ازای هر سهم نصیب سهام‌داران می‌شود.
در انگلستان، از اصطلاح ارزش خالص دارایی برای بیان ارزش دفتری استفاده می‌شود.
ارزش دفتری= حقوق صاحبان سهام/ تعداد سهام